# پرچم نائورو
پرچم نائورو در ۳۱ ژانویه ۱۹۶۸ پذیرفته شد.این پرچم دارای زمینه آبی و نوار باریک سفید در وسط و یک ستاره در قسمت پایین آن قرار دارد.